# Multi Millionaire
Multi Millionaire è un singolo del rapper statunitense Lil Pump, pubblicato il 5 ottobre 2018.

## Tracce
1. Multi Millionaire – 2:50